# Paróquia de Vermilion
A Paróquia de Vermilion é uma das 64 paróquias do estado americano da Luisiana. A sede da paróquia é Abbeville, e sua maior cidade é Abbeville.
A paróquia possui uma área de 3 984 km² (dos quais 944 km² estão cobertas por água), uma população de 53 807 habitantes, e uma densidade populacional de 18 hab/km² (segundo o censo nacional de 2000). 